# Salvador Santaeulalia Fito
Salvador Santaeulalia Fito (Seta, Llenguadoc, 29 de juny de 1919 - València, 14 d'agost de 2011) va ser un pintor mural i artista faller. Conegut amb el malnom del "tio Voro" va ser l'iniciador d'una nissaga d'artistes fallers continuada pel seu fill Miguel i que ha arribat a la tercera generació gràcies els seus nets Miguel, Pedro, Alejandro i José vinculats a la creació de Falles en diferents àmbits.
Naix a França, ja que els seus pares viatgen allà per treballs agrícoles. Als pocs mesos de nàixer torna a Burjassot, on s'establirà la família formada pels seus pares i els seus tres germans, sent Salvador el quart i últim fill. Rep formació a l'escola nocturna del Cercle Catòlic i a l'edat de 12 anys comença a treballar de pintor mural. Participa en el bàndol republicà en la Guerra Civil i una vegada acabada entra al camp de concentració que es va establir a la Plaça de Bous de València. Poc temps després d'eixir d'allí és enviat a Santoña a realitzar el servei militar.
De tornada a Burjassot, compagina la seua professió de pintor mural amb la realització de Falles amb Manolo Ferrer, des del mes de Desembre fins a Març. Així realitzen la seua primera Falla conjunta l'any 1944 a Ciutat Jardí - Nova Havana de Paterna amb el lema "Pobret, però honradet". Després de tres anys creant cadafals en parella decideix iniciar el seu camí en solitari i en 1948 signa la seua primera obra per la comissió de Casetes de Gil al barri de La Coma de Paterna. A mesura que avancen els anys 50 la seua activitat com artista faller augmenta arribant a la dedicació en exclusiva a finals de la dècada, el 1959.
L'entrada al taller del seu fill Miguel suposa un canvi important en la seua obra. La segona generació dels Santaeulalia aporta originalitat i qualitat en el modelat i el dibuix de les Falles de Salvador. Tot i que en esta època havia cedit un major protagonisme al taller al seu fill, executant este la majoria de creacions, continua signant Falles fins a l'any 1970, data en la qual Miguel Santaeulalia s'examina per accedir al Gremi Artesà d'Artistes Fallers. Durant esta dècada i la següent planta Falles, fins al 1989 any amb la seua última per la comissió Llibertat - Teodor Llorente.
En 1997 el seu net Pedro Santaeulalia li ret homenatge representant-lo al ninot que resultaria indultat en aquell any i que actualment es pot visitar al Museu Faller de València.